# Contre-la-montre masculin des juniors aux championnats du monde de cyclisme sur route 2024
Le contre-la-montre masculin des juniors (moins de 19 ans) aux championnats du monde de cyclisme sur route 2024 a lieu le lundi 23 septembre 2024 entre Zurich et Zurich, en Suisse, sur une distance de 24,9 kilomètres. 

## Parcours
Le parcours du contre-la-montre juniors masculin commence sur la Sechseläutenplatz de Zurich et longe le lac de Zurich jusqu'à Feldmeilen (commune de Meilen) puis un retour dans le sens opposé jusqu'à Zurich. Le tracé est plat (dénivelé positif de 40 mètres).

## Classement
| Rang                               | Cycliste                | Pays       | Temps      |
| ---------------------------------- | ----------------------- | ---------- | ---------- |
| Médaille d'or, Coupe du Monde      | Paul Seixas             | France     | 28 min 8 s |
| Médaille d'argent, Coupe du Monde  | Jasper Schoofs          | Belgique   | + 6 s      |
| Médaille de bronze, Coupe du Monde | Matisse Van Kerckhove   | Belgique   | + 7 s      |
| 4                                  | Wil Holmes              | Australie  | + 15 s     |
| 5                                  | Seth Dunwoody           | Irlande    | + 23 s     |
| 6                                  | Albert Philipsen        | Danemark   | + 24 s     |
| 7                                  | Lorenzo Finn            | Italie     | + 25 s     |
| 8                                  | Carl Emil Just Pedersen | Danemark   | + 35 s     |
| 9                                  | Ashlin Barry            | États-Unis | + 41 s     |
| 10                                 | Conor Murphy            | Irlande    | + 42 s     |